# Park Narodowy Bouba N’Djida
Park Narodowy Bouba N’Djida (fr. Parc National de Boumba Ndjida; Bouba N’Djiddah, Bouba N’Djidah, Bouba Bouba N’Djidda lub N’Djida) – park narodowy położony w północno-wschodniej części Kamerunu w Regionie Północnym przylegający do granicy z Czadem. Park powstał w 1968 i zajmuje powierzchnię około 2200 km².

## Fauna
Tereny parku zamieszkuje większość gatunków zwierząt charakterystycznych dla tego typu obszarów. Można tym samym spotkać takie zwierzęta jak: oreas, słoń, żyrafa, lew, hiena, eland, kob śniady, bawolec krowi, ridbok, buszbok, dujkery w tym dujker rudoboki. Oprócz tego należy wyróżnić również m.in. pawiany, koczkodany tumbili, koczkodany rude, colobusy, mrówniki afrykańskie, serwale sawannowe czy guźce.
Z ptaków: żabiru afrykański, marabut afrykański, dzioboróg kafryjski, Lagonosticta umbrinodorsalis, sępy czy orły. Z ryb w rzekach parku można wyróżnić takie jak lates nilowy czy Hydrocynus goliath.

## Turystyka
Park posiada około 500 km tras dla samochodów dostępnych w porze suchej od grudnia do maja, z których turyści mogą obserwować dziką przyrodę parku, oprócz tego park oferuje połów ryb w tutejszych rzekach i obszarach wodnych.
Jedną z atrakcji są również skamieniałe tropy dinozaurów.

## Kłusownictwo

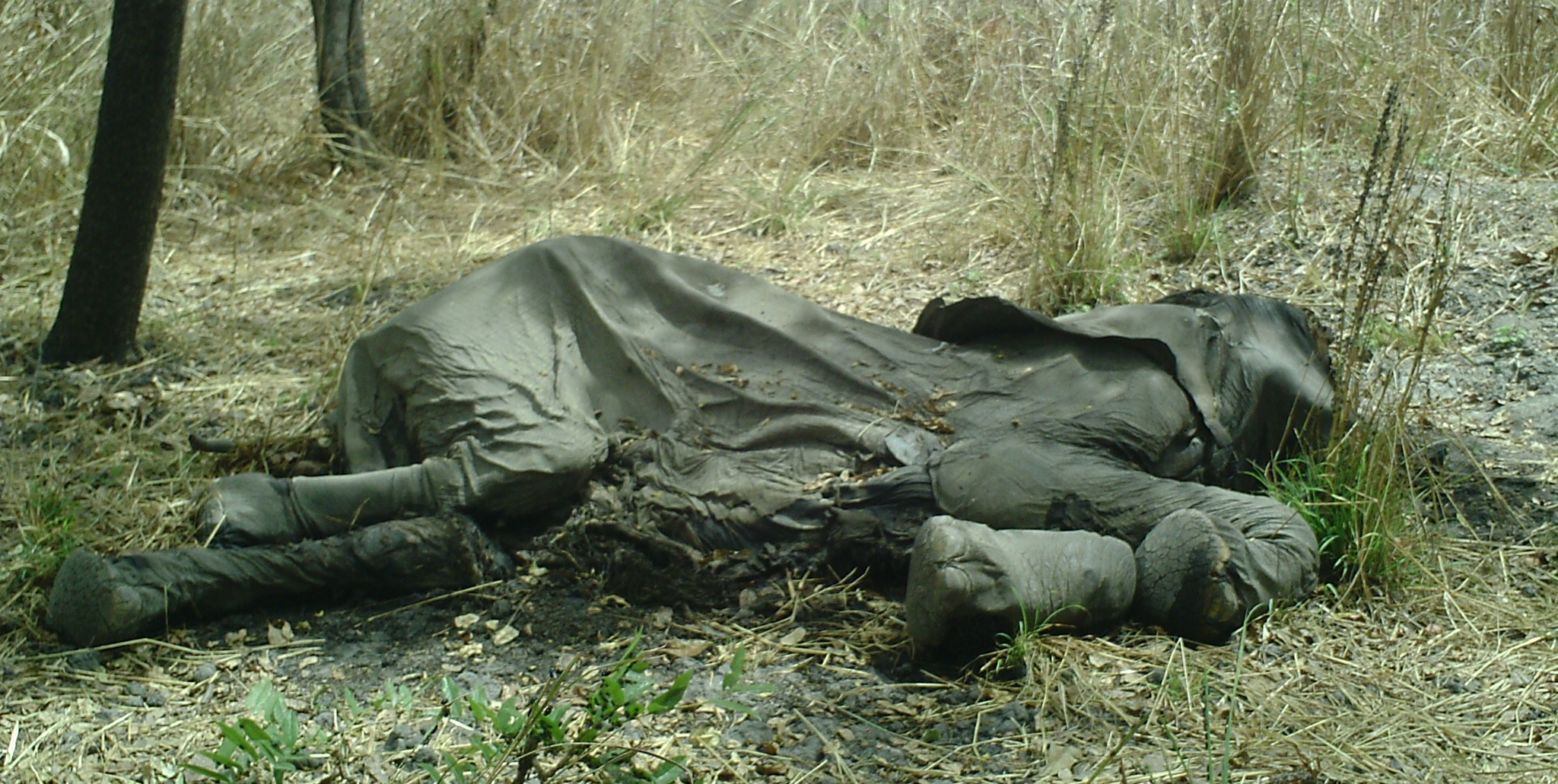
Martwy słoń na terenie parku

Problem kłusownictwa dotyka park oraz pobliskie rejony (Czad, Sudan) od kilku lat i dotyczy głównie słoni, z których pozyskiwane są cenne ciosy. Martwe ciała słoni strażnicy Bouba N’Djida znajdowali już w 2008, w 2012 od stycznia do marca na terenie parku znaleziono ponad 300 martwych sztuk (do końca sezonu naliczono łącznie 380), przedstawiciele parku szacują, że w ciągu tych kilku miesięcy populacja słoni zamieszkujących jego tereny została zmniejszona o połowę. Po masakrze z 2012 władze zapowiedziały, że liczba strażników zostanie zwiększona do 2,5 tysiąca.
Za ataki odpowiedzialne są uzbrojone w karabiny, maczety oraz granatniki arabskie bojówki.
Kość słoniowa pozyskiwana jest głównie na rynek Chin i Tajlandii, władze Chin uważają jednak, że problem kłusownictwa to wyłącznie problem Afryki, krytykując jednocześnie zakaz handlu kością słoniową.